# Emma Rodgers
Emma Rodgers (Liverpool, 6 juli 1974) is een Britse kunstenares. Ze is bekend om haar keramiekkunst.

## Levensloop
Emma Rodgers is opgevoed door haar grootouders en moeder.
Vanaf haar elfde begon ze te werken bij Rennie's Arts and Craft een plaatselijke kunsthandelaar, daar kwam ze in contact met verschillende materialen en hun gebruik.  Ze studeerde kunst, design en keramiek op GCSE-niveau bij Stuart Dimalow.
Haar diploma Btec in kunst en design en haar design-cursussen aan het Wirral Metropolitan College zorgden voor een basis in haar kunstopleiding.
Rodgers is in 1998 afgestudeerd aan de universiteit van Wolverhampton, waar ze zowel een bachelordiploma als een masteropleiding vervolledigd heeft.
Ze is een professioneel lid van de Craft Potters Association en ontving meerdere onderscheidingen. Ze ontwierp een decorstuk voor de film Avengers: Age of Ultron en Guardians of the Galaxy.

## Exposities (selectie)
- 2017: 's werelds grootste meccano-beeld  - Liver Bird, Liverpool
- 2016: Cilla Black standbeeld - Cavern Club, Liverpool
- 2015: Liverpool FC - Pelé shield
- 2014: "Spiritus" Emma Rodgers - Galerie Alice Mogabgab, Beiroet
- 2013: Liverpool FC Plaques
- 2012: Outsider Art Fair, Parijs
- 2011: Collect Saatchi vertegenwoordigd door het Bluecoat Display Centre
- 2010: The Rise Of Women Artists National Museums and Galleries - Stricoff Fine Art, New York
- 2009: Solo tentoonstelling, Chelsea Art Club
- 2008: Solo tentoonstelling, Imagine Gallery, Sudbury
- 2007: Solo tentoonstelling, Stricoff Fine Art, New York
- 2006: SOFA, New York
- 2005: SOFA, Chicago
- 2004: SOFA, Chicago
- 2003: Collect, Victoria and Albert Museum, Londen
- 2002: Art 4 Lift Charity, Christies, Londen
- 2001: Museum of the Southwest, Texas, Verenigde staten van Amerika
- 2000: Williamson Art Gallery, Wirral
- 1999: Lineart, Gent
- 1998: MA Tentoonstelling (Universiteit van Wolverhampton)
- 1997: Art in Clay, Hatfield
- 1996: Ceramic Contemporaries 2, V&A Museum – prijswinnaar Figuratief spreken, Rufford Craft Centre